# Jerzy Kakaracki
Jerzy Kakaracki (Kokaracki) herbu własnego (zm. po 1676) – polski szlachcic, chorąży pancerny.

## Życiorys
Jerzy Kakaracki właściwie Kattaratos, pochodził z greckiej rodziny mieszczańskiej osiadłej w Chocimiu, zajmującej się handlem. Był potomkiem Jerzego z Łożan zwanego też Łozińskim, którego córka Elżbieta była żoną hospodara mołdawskiego Jeremiego Mohyły. Służbę w armii koronnej rozpoczął przed 1676 jako towarzysz jazdy pancernej. Odznaczył w wojnie polsko-tureckiej (1672-1676), był wówczas chorążym w rocie pancernej strażnika koronnego Stefana Bidzińskiego. W 1676 podczas sejmu, na wniosek hetmana Dymitra Wiśniowieckiego, za zasługi w walce z wojskami osmańskimi Jan III Sobieski nobilitował Kakarackiego.